# Rio Graţioasa
O Rio Graţioasa é um rio da Romênia, afluente do Ciugheş, localizado no distrito de Bacău.